# Кветник (Вармінсько-Мазурське воєводство)
Кветник (пол. Kwietnik, нім. Blumenau) — село в Польщі, у гміні Млинари Ельблонзького повіту Вармінсько-Мазурського воєводства.
Населення — 155 осіб (2011).
У 1975-1998 роках село належало до Ельблонзького воєводства.

## Демографія
Демографічна структура станом на 31 березня 2011 року:
|          | Загалом | Допрацездатний вік | Працездатний вік | Постпрацездатний вік |
| -------- | ------- | ------------------ | ---------------- | -------------------- |
| Чоловіки | 74      | 14                 | 51               | 9                    |
| Жінки    | 81      | 23                 | 41               | 17                   |
| Разом    | 155     | 37                 | 92               | 26                   |